# BMW i8
O BMW i8 (inicialmente lançado como Vision EfficientDynamics) é um esportivo híbrido plug-in (PHEV) produzido pela BMW entre junho de 2014 e junho de 2020. Foi lançado na Europa em junho de 2014 e nos Estados Unidos em agosto de 2014. O i8 possui uma autonomia elétrica de 24 quilômetros segunda a EPA americana, e quando a bateria fica descarregada, o motor de gasolina funciona como gerador estendendo esta autonomia em até 500 quilômetros adicionais.

## Galeria

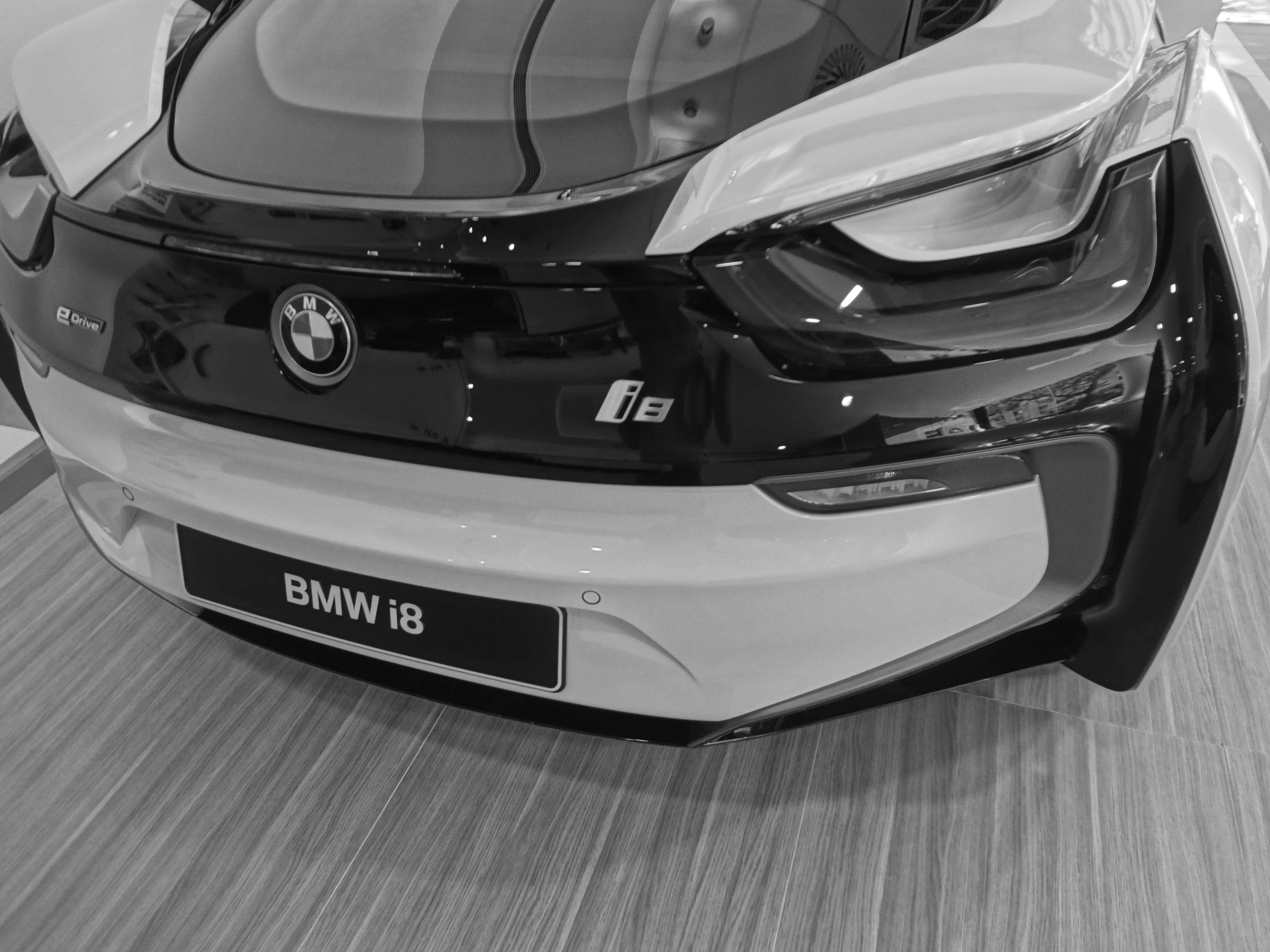
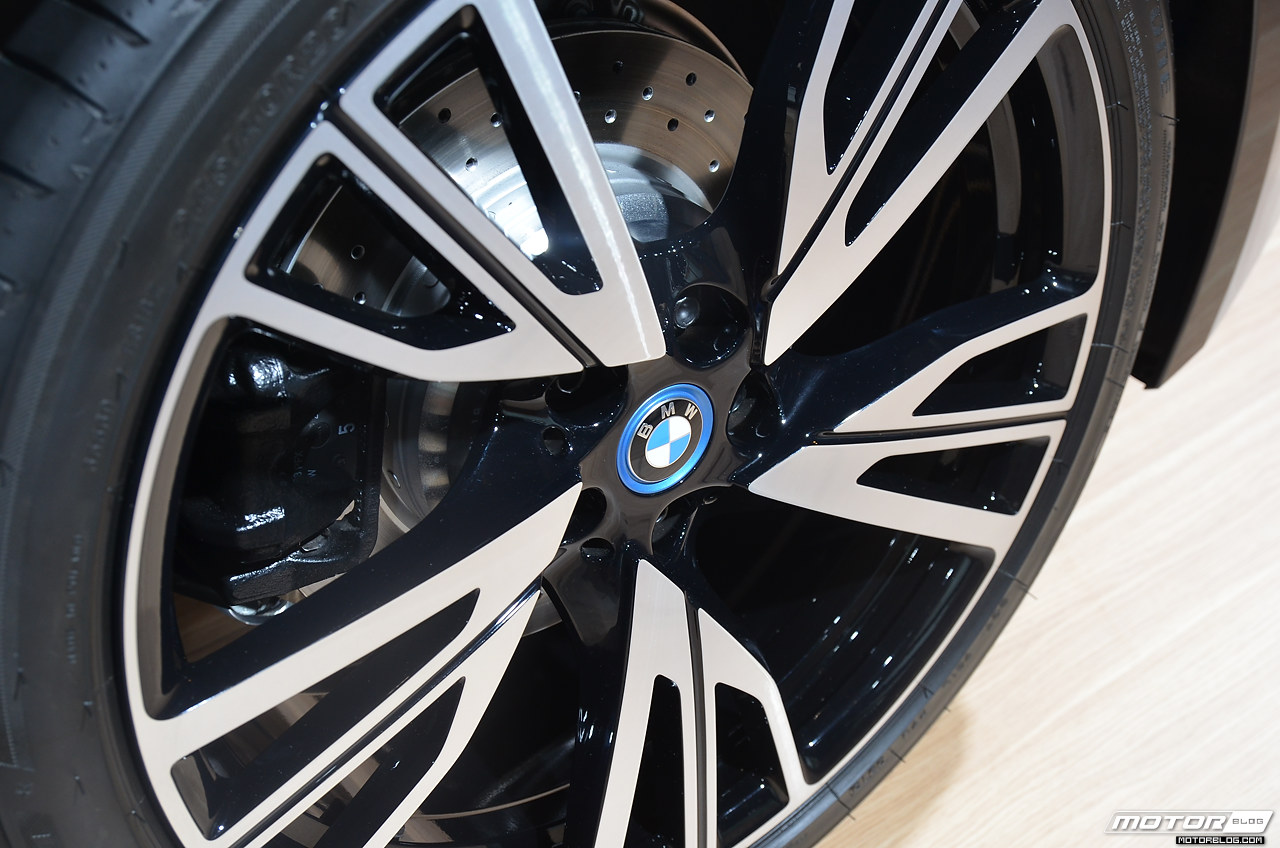
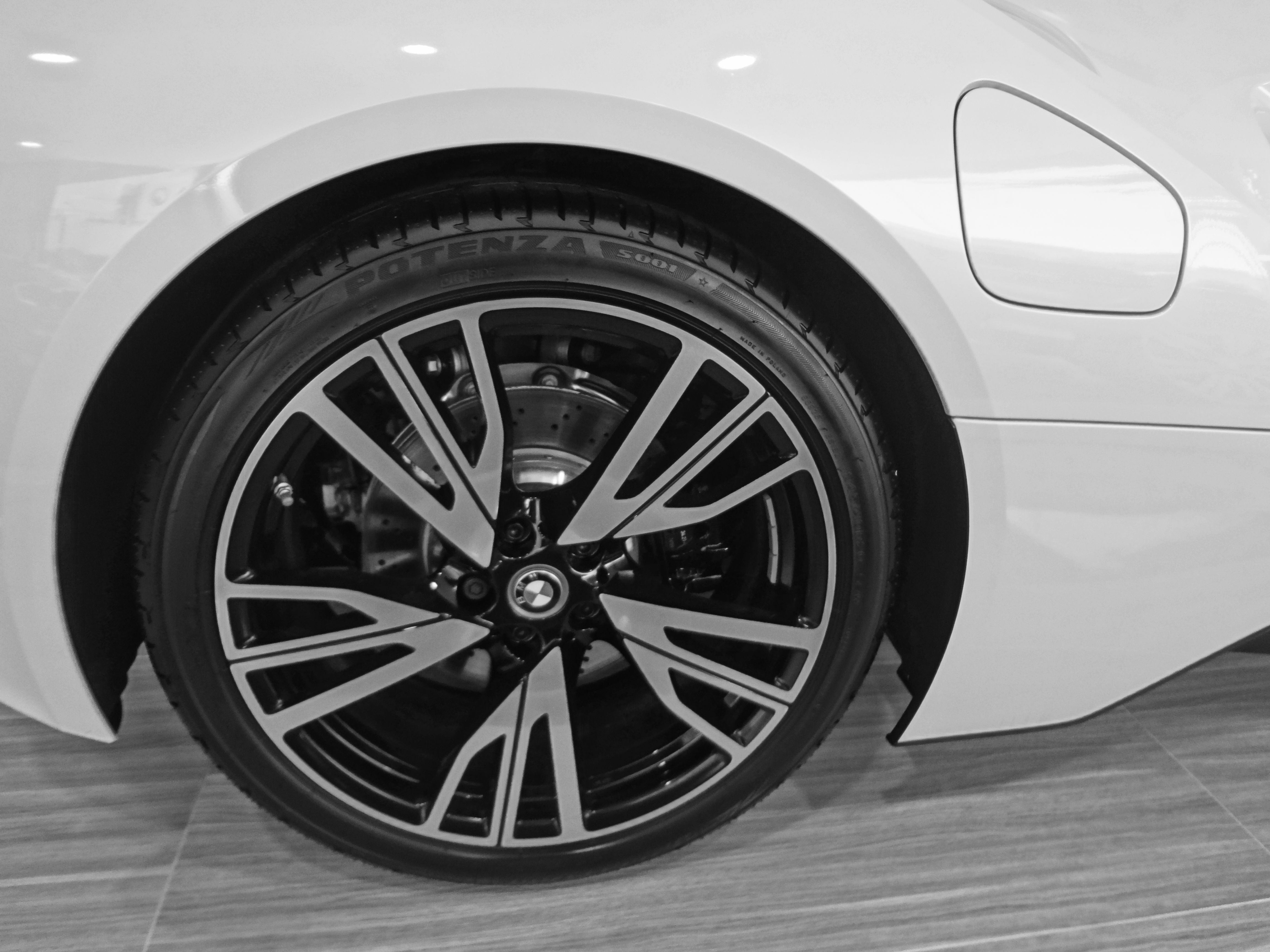
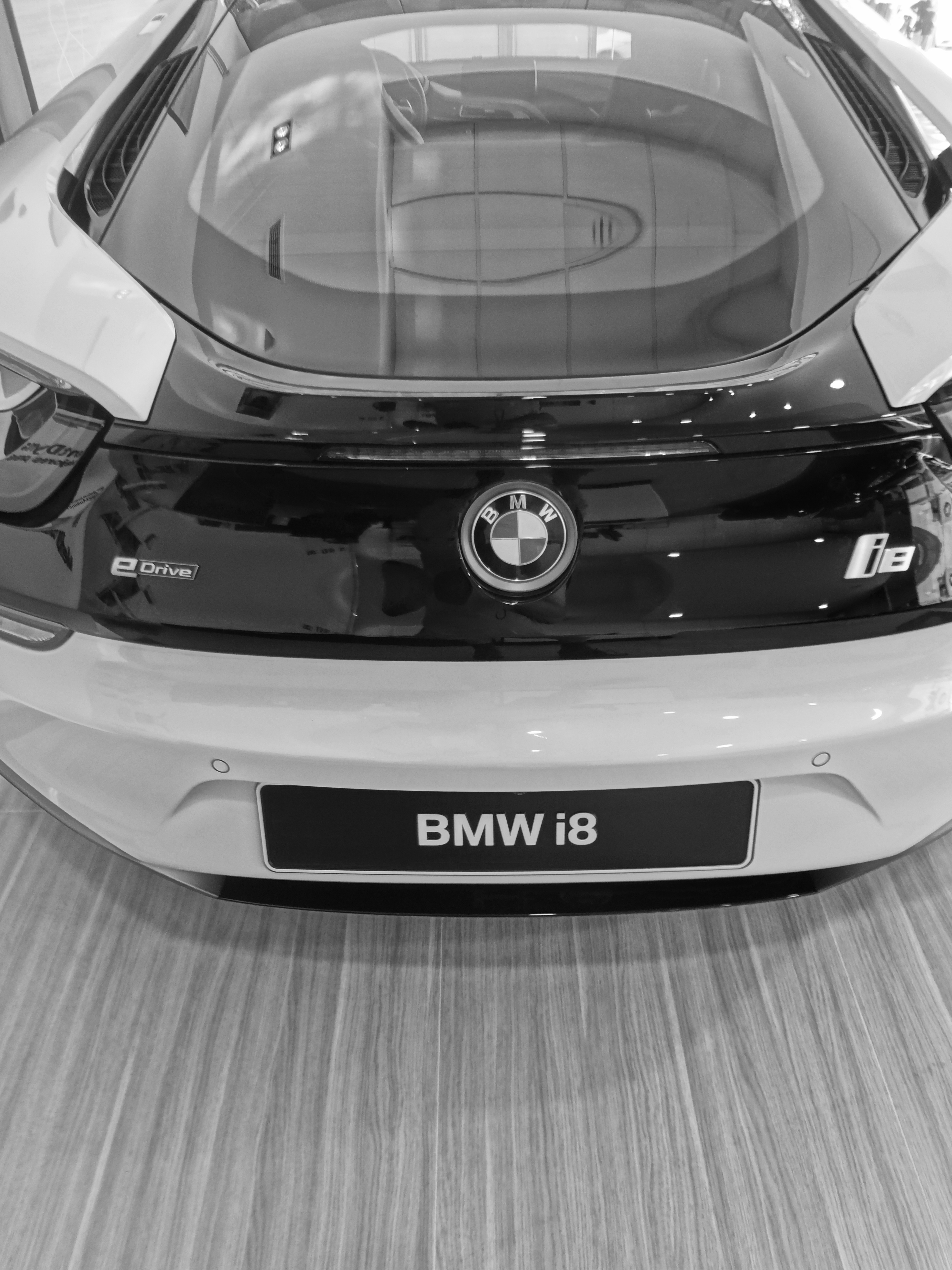